# Козлова, Валентина Ивановна
Валентина Ивановна Козлова — советский хозяйственный, государственный и политический деятель.

## Биография
Родилась в 1932 году в селе Нестеровка. Член КПСС с 1960 года.
С 1957 года — на хозяйственной, общественной и политической работе. В 1957—1987 гг. — сменный мастер, заведующий кондиционным бюро, диссонатор, начальник отдела технического контроля, заведующая кокономотальным производством, освобожденный секретарь первичной партийной организации Душанбинского шелкокомбината, секретарь Железнодорожного райкома КП Таджикистана, секретарь Душанбинского горкома Компартии Таджикистана, первый секретарь Октябрьского райкома Компартии Таджикистана, заведующая отделом легкой и пищевой промышленности ЦК КП Таджикистана, заведующая отделом легкой промышленности и товаров народного потребления ЦК Компартии Таджикистана.
Избирался депутатом Верховного Совета Таджикской ССР 8-11-го созывов.
Жила в Таджикистане.